# ایوتا ملزر
 ایوتا ملزر (انگلیسی: Iveta Melzer؛ زاده ۱ فوریهٔ ۱۹۸۳) یک تنیس‌باز اهل جمهوری چک است.